# دييغو لونا
دييغو لونا (بالإسبانية: Diego Luna)‏ (و. 1979 – م) هو ممثل تلفزيوني، ومنتج أفلام، وممثل أفلام من المكسيك. ولد في مدينة مكسيكو.

## جوائز وترشيحات
حصل على جوائز منها:
- جائزة اختيار النقاد للأفلام عن فئة أفضل طاقم تمثيلي [الإنجليزية]‏، عن عمل: ميلك (2008)
- جائزة اختيار النقاد للأفلام عن فئة أفضل طاقم تمثيلي [الإنجليزية]‏، عن عمل: ميلك (2008).

ترشح لـ:
- جائزة جويا لأفضل ممثل [الإنجليزية]‏، عن عمل: Just Walking [الإنجليزية]‏ (2009)
- جائزة نقابة ممثلي الشاشة عن الأداء المتميز من قبل الممثلين في السينما  [لغات أخرى]‏، عن عمل: ميلك (2009)
- جائزة اختيار النقاد للأفلام عن فئة أفضل طاقم تمثيلي [الإنجليزية]‏، عن عمل: ميلك (2008).

## وصلات خارجية
- دييغو لونا على موقع IMDb (الإنجليزية)
- دييغو لونا على موقع قاعدة بيانات الأفلام العربية
- دييغو لونا على موقع ألو سيني (الفرنسية)
- دييغو لونا على موقع ميوزك برينز (الإنجليزية)
- دييغو لونا على موقع أول موفي (الإنجليزية)
- دييغو لونا على موقع بوكس أوفيس موجو (الإنجليزية)
- دييغو لونا على موقع قاعدة بيانات الأفلام السويدية (السويدية)
- دييغو لونا على موقع إن إن دي بي (الإنجليزية)
- دييغو لونا على موقع ديسكوغز (الإنجليزية)
- دييغو لونا على موقع قاعدة بيانات الفيلم (الإنجليزية)